# Crocidura aleksandrisi
Crocidura aleksandrisi är en däggdjursart som beskrevs av Vesmanis 1977. Crocidura aleksandrisi ingår i släktet Crocidura, och familjen näbbmöss. IUCN kategoriserar arten globalt som livskraftig. Inga underarter finns listade i Catalogue of Life.
Denna näbbmus förekommer i Libyen vid Medelhavet. Arten vistas i låglandet och i kulliga områden. Habitatet utgörs av områden med buskar som strandlinjer och klippiga landskap. Individerna är nattaktiva och vistas på marken.